# Otok Axla Heiberga
Otok Axla Heiberga je nenaseljen otok na skrajnem severu Severne Amerike, del Kanadskega arktičnega otočja in s površino 43.178 km² eden večjih arktičnih otokov ter 31. največji otok na svetu. Leži v Arktičnem oceanu globoko znotraj arktičnega kroga, zahodno od otoka Ellesmere, od katerega ga ločuje ozek preliv.
Otok je nenaseljen, zaradi odročne lege in ostrega podnebja je zanimiv predvsem v znanstvenem pogledu: najprej je zaslovel po dolgoletnih raziskavah ledenikov, kasneje pa so geologi našli fosilni gozd metasekvoje z izjemno ohranjenimi mumificiranimi ostanki dreves iz obdobja eocena pred več deset milijoni let. Otok Axla Heilberga je leta 1899 odkrila raziskovalna odprava pod vodstvom Otta Sverdrupa (1898–1902) in kasneje tudi podrobneje kartirala obalo. Sverdrup ga je poimenoval po norveškem poslovnežu Axlu Heibergu, ki je sofinanciral njegovo odpravo z ladjo Fram. Zdaj sta na njem dve sezonski raziskovalni postaji, ena pripada McGillovi univerzi, druga pa Kanadski vesoljski agenciji. Otok so za lokacijo slednje izbrali zato, ker sta skrajna suša in mraz približek razmer na Marsu.

## Geografija
Površje in obala sta razbrazdana; notranjost otoka tvorita dve ledeniški kapi, Müllerjeva z vrhom pri 2280 m n. v. na severu, ki pokriva najvišji vrh Outlook Peak (2210 m), in manjša južna, med njima pa je ravnica. V obalo se, predvsem na zahodu in jugu, zajeda 15 fjordov in več širših zalivov, v katere se stekajo ledeniki in številne reke. Vzhodna obala je položna, na severnem robu pa se površje zaključi s pečinami, ki se ostro spustijo z višine 650 m do morske gladine. Zaradi svojega impozantnega videza so dobile ime Svartevaeg – »črna stena«.
Podnebje je hladno puščavsko. Povprečna letna temperatura znaša skoraj -20 ºC in se le poleti dvigne nad ledišče. Tretjina otoka je tako stalno pokrita z ledom. Geološko je otok del obsežne Sverdrupove sedimentne kotanje, kjer so se v obdobju pred 318 do 66 milijonov let v preteklosti nalagale usedline v globini 13 km in prav tu dosegle največjo debelino. Podnebje je bilo v času formiranja otoka pol-tropsko. Zaradi hitrega izhlapevanja morja v obalnih predelih so se kopičili tudi nanosi soli in polagoma tvorili diapirje v obliki solnih kupol.
Na mnogo toplejše podnebje v preteklosti nakazuje tudi fosiliziran gozd metasekvoj. Njihovi ostanki niso okameneli, temveč mumificirani, z vsem organskim materialom in odlično ohranjeno strukturo (celo rastlinskega opada). Nahajajo se v plasteh med peščenjakom in zbitim muljem, debelih več sto metrov. Drevesa v zgornjih plasteh so datirali v eocen pred 45 milijoni let, odlična ohranjenost je omogočila celo rekonstrukcijo strukture gozda, iz katere je razvidno, da so bila drevesa prek 40 m visoka, rasla so v gostem sestoju na poplavni ravnici in imela prirast, podoben zdajšnjim starim listopadnim gozdovom zmernega pasu. Na mnogo toplejše podnebje nakazujejo tudi fosili aligatorjev in želv. Zdaj otok poraščajo zgolj zaplate zeli in nizkega grmičevja, od živali pa so najpogostejši predstavniki polarnih zajcev in moškatnega goveda.